# John Peel

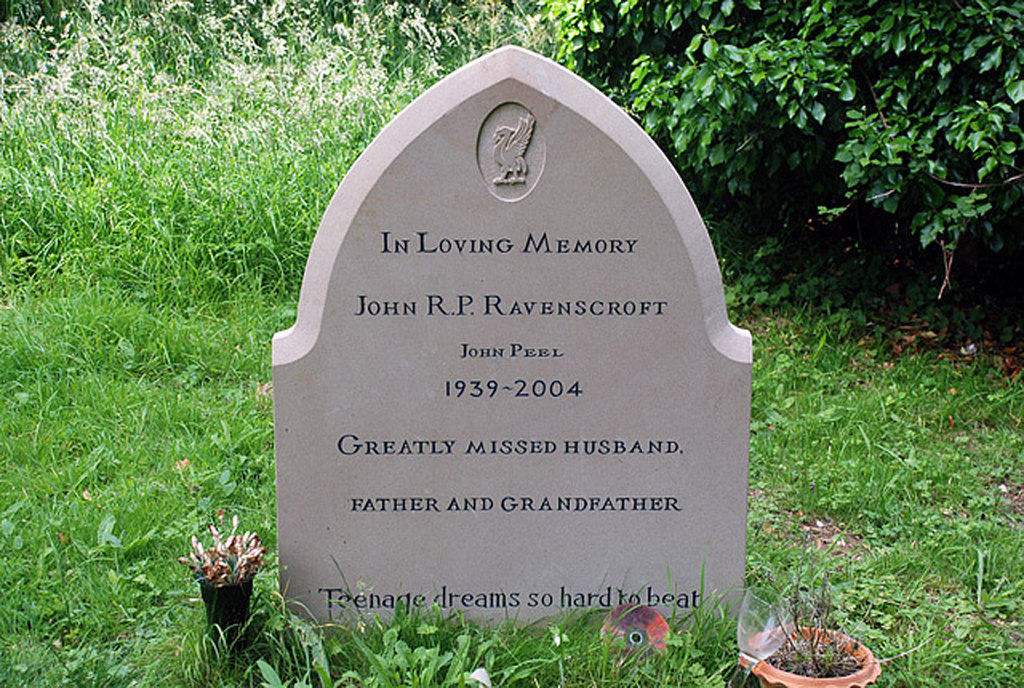
John Peels gravvård, 2008.

John Robert Parker Ravenscroft, mer känd som John Peel, född 30 augusti 1939 i Heswall i England, död 25 oktober 2004 i Cusco i Peru, var en brittisk musikproducent och radioman, mest känd för sina otaliga "peel sessions"-inspelningar med många av tidernas största band. Ett annat återkommande inslag från hans radioprogram var "Festive Fifty" (The John Peel Festive 50), som var en årlig sammanställning av lyssnarnas 50 favoritlåtar från året som varit.
Peel var en av de ursprungliga dj:arna på radiostationen BBC Radio 1, som startades 1967. Han var verksam där regelbundet från 1967 till sin död 2004.
Peel avled av en hjärtinfarkt på en resa i Cusco, Peru. På hans gravsten återfinns citatet "teenage dreams, so hard to beat" från hans favoritlåt, "Teenage Kicks" från 1978 av The Undertones.

## Gäster i programmet i urval
- Aavikko
- The Afghan Whigs
- Aphex Twin
- Ash
- Atari Teenage Riot
- Autechre
- B12
- Babes in Toyland
- Bad Religion
- Bear Quartet, The
- Beck Hansen
- Belle and Sebastian
- Beanfield
- Bikini Kill
- Black Francis
- Blur
- Billy Bragg
- Boards of Canada
- Bolt Thrower
- The Breeders
- The Buzzcocks
- Captain Beefheart and his Magic Band
- Carcass
- Catatonia
- Culture
- Nick Cave
- The Chameleons
- The Chemical Brothers
- Chicks On Speed
- Chumbawamba
- The Clash
- Coldcut
- Julian Cope
- Cornershop
- Carl Cox
- The Cure
- Daft Punk
- Dinosaur Jr
- Echo and the Bunnymen
- Eels
- Explosions in the Sky
- Extreme Noise Terror
- The Fall
- Fatboy Slim
- The Flaming Stars
- FSK
- Fugees
- Fun Lovin' Criminals
- Future Sound of London
- Gang of Four
- The Go-Betweens
- Happy Mondays
- PJ Harvey
- Hellacopters
- The Hives
- Inspiral Carpets
- The Jesus and Mary Chain
- Jethro Tull
- Joy Division
- Kelis
- Laibach
- Luscious Jackson
- Lush
- Madness
- Manic Street Preachers
- Masonna
- The Meteors
- Misty in Roots
- Morrissey
- Mogwai
- Mouse on Mars
- Mudhoney
- Mufflon 5
- Múm
- Napalm Death
- New Order
- Nico
- Nirvana
- Gary Numan
- The Orb
- Orbital
- Panacea
- Pavement
- Pet Shop Boys
- Pixies
- PJ Harvey
- Propellerheads
- Prophecy of Doom
- Pulp
- R.E.M.
- Schneider TM
- Simple Minds
- Skrewdriver
- The Shamen
- The Sisters of Mercy
- The Slits
- The Smashing Pumpkins (se även EP:n Peel Sessions)
- The Smiths
- Sonic Youth
- Stereophonics
- Teenage Fanclub
- Therapy?
- Thin Lizzy
- Die Toten Hosen
- Travis
- The Wedding Present
- Whipped Cream (första svenska gruppen hos John Peel)
- The White Stripes
- Neil Young and Crazy Horse
- Yazoo
- Yeah Yeah Yeahs